# The Reincarnation of Benjamin Breeg
The Reincarnation of Benjamin Breeg er en sang fra heavy metal-bandet Iron Maidens 14. studiealbum A Matter of Life and Death. Sangen er skrevet af Dave Murray og Steve Harris. Cd-singlen har en B-side med en særlig BBC Radio 1 udgave af Hallowed be thy name. Singlen er også udgivet på en 10″ transparent vinylplade. På vinylpladens B-side er BBC Radio 1 udgaver af The Trooper og Run To The Hills. Ifølge vinylpladens omslag og etiket skal den afspilles ved 33⅓ omdrejninger i minuttet, men den skal afspilles ved 45 omdrejninger i minuttet.